# Орган регулювання Гібралтару
Орган регулювання Гібралтару (англ. Gibraltar Regulatory Authority або GRA) був створений Законом про регулювання Гібралтару в жовтні 2000 року. GRA — це орган, відповідальний за регулювання електронних комунікацій. Сюди входять телекомунікації, радіозв'язок та телерадіомовлення. GRA служить одночасно національним наглядовим та регулювальним органом у цих секторах. Нагляд та регулювання цих секторів здійснюється відповідно до законодавства Європейського Союзу, яке включено до національного законодавства.
З моменту створення GRA поширила свої обов'язки на захист даних та тимчасово на азартні ігри.

## Електронний зв'язок
GRA намагається посилити конкуренцію в секторі зв'язку шляхом регулювання доступу до мережі, щоб створити ефективний ринок як для бізнесу, так і для побутових споживачів, а також допомагаючи полегшити вихід на ринок зв'язку через дозволи та ліцензії.
Політика GRA покликана зробити Гібралтар впізнаваним як телекомунікаційний центр світового класу для ведення бізнесу.
Компетентність GRA включає традиційний проводовий зв'язок, комутований доступ та ADSL- інтернет, оператори мобільного зв'язку, що надають послуги передачі голосу та даних, послуги VoIP телебачення та радіо, радіозв'язок, включаючи стаціонарні бездротові послуги, та системи ліцензування супутникових послуг.

## Захист даних
Гібралтарський уряд запропонував GRA бути контрольним органом для забезпечення дотримання Закону про захист даних 2004 року. GRA тісно співпрацює із закордонними регуляторними органами. GRA також постійно розробляє інтернет-посібник для охоплення наявної інформації про захист даних.